# Blue Zoom
blue Zoom, créée en 2017 sous le nom initial de Teleclub Zoom, est une chaîne de télévision suisse créée par l'opérateur historique de Pay-TV suisse Teleclub et opérée par l'opérateur Swisscom Blue TV après son rachat en 2020 par Swisscom. 

## Historique
Teleclub Zoom est lancée pour faire concurrence à la chaîne sportive gratuite de son concurrent direct MySports One. À ce titre, la chaîne est d'abord diffusée dès le 22 juillet 2017 en Suisse alémanique dans sa version germanophone puis dès le 8 août 2018 en Suisse romande dans sa version francophone.
La chaîne remplace alors le canal Sport Flash de Teleclub.
Après le rachat de Teleclub par Swisscom, cette dernière renomme l'offre de Teleclub sous la marque blue en et la chaîne Teleclub Zoom est alors renommée blue Zoom à l'automne 2020.

## Organisation
- Dr. Wilfried Heinzelmann, CEO[6]

## Diffusion
Outre la diffusion pour tous les clients de Swisscom Blue TV, la chaîne est aussi diffusée en option sur l'offre du concurrent direct Sunrise (alors UPC Cablecom) dès l'automne 2020 .

## Émissions
La chaîne diffuse des événements sportifs tels que du football suisse, des matchs de foot de ligues étrangères, du hockey sur glace ainsi que d'autres sports tels que le tennis, du ski ou du golf. La chaîne avait également obtenu dès son lancement en Suisse romande, la diffusion des certains matchs de la Ligue des champions de l'UEFA ainsi que des finales pour trois saisons dès celle de 2018/2019.
La chaîne diffuse également des magazines, des émissions thématiques et une large place est accordée à la diffusion de rencontres en direct avec des analyses sportives en fin de matchs avec, pour la Suisse romande, des commentateurs et journalistes ayant travaillé auparavant sur le service public de la RTS.

## Identité visuelle

2017-2020
depuis 2020